# ACDSee
ACDSee je sharewarový software pro správu a editaci fotografií a obrázků vyvíjený ACD Systems pro Windows. Je k dispozici v několika různých verzích pro domácí a profesionální použití. Skládá se ze 2 základních produktů; Photo Manager a Photo Editor.

## Vlastnosti
Photo ManagerStávající verze je 10.0 (build 239). Kromě obvyklých náhledů složek a konverzí souborů patří ke klíčovým prvkům ACDSee prezentace snímků (slideshow), CD / DVD vypalování, tvorba HTML galerie, indexování metadat snímků jako je Exif. Jsou možné i drobné úpravy obrázků jako ořezávání, škálování a otáčení. Program Je k dispozici v angličtině, francouzštině, němčině a nizozemštině. Dále je k dispozici dražší verze Pro s více funkcemi.
Photo EditorZjednodušený, nedávno[kdy?] zavedený produkt umožňující jednoduché úpravy jako je psaní textu na obrázku, změna velikosti a vytváření dalších vizuálních efektů.

## Kritika
Doteď ACDSee nepodporuje unicode, pouze multi-byte, takže jména souborů obsahující například asijské znaky se nemusí zobrazit správně. Dále byl ACDSee kritizován za to, že oddíl 2.7 jeho EULA obsahuje zákaz použití ACDSee pro zobrazení pornografického materiálu.